# Kanton Fort-de-France-4
Kanton Fort-de-France-4 is een voormalig kanton van het Franse departement Martinique. Kanton Fort-de-France-4 maakte deel uit van het arrondissement Fort-de-France en telde 5.466 inwoners in 2007. Het werd zoals alle kantons van Martinique opgeheven op 1 januari 2016.

## Gemeenten
Het kanton Fort-de-France-4 omvatte uitsluitend een deel van de gemeente Fort-de-France.